# Stratégie nationale pour l'intelligence artificielle
La stratégie nationale pour l'intelligence artificielle (SNIA), préparée par le Gouvernement à partir du 20 janvier 2017 puis lancée en mars 2018 par le gouvernement français, à la suite de la mission Villani, vise à placer la France parmi les leaders mondiaux des disciplines scientifiques et techniques basées sur le traitement de l'information, dont en créant un réseau cohérent de pôles d'excellence en intelligence artificielle (via la labellisation d'instituts interdisciplinaires en IA) ; en créant des chaires individuelles consacrées à l'IA ; et en identifiant des centres d'excellence hors des instituts 3IA. Ceci doit concourir à 3 objectifs principaux :
1. Atteindre le plus haut niveau scientifique en matière d'IA, en formant et en attirant les talents mondiaux dans ce domaine ;
2. Diffuser l'intelligence artificielle (IA) dans l'économie et la société notamment grâce aux startups, aux partenariats public-privé et au partage des données ;
3. Doter l'IA d'un cadre éthique.

Dans sa seconde phase (2022-2025), la SNIA a 4 axes jugés prioritaires pour la France et l'Europe : l'IA embarquée, l'IA frugale, l'IA de confiance et l'IA générative. Cette nouvelle phase de la SNIA s’articule autour de trois piliers stratégiques : le soutien à l’offre deep tech, la formation et l’attraction des talents, le rapprochement de l’offre et de la demande de solutions en IA.
Depuis janvier 2023, la coordination de la SNIA est confiée à Guillaume Avrin, rattaché au Directeur général des Entreprises du ministère de l'économie, des finances, de la souveraineté industrielle et numérique. 

## Contexte et histoire
En lien avec plan France 2030, en 2017, des chercheurs, entreprises, start-ups et acteurs institutionnels ont été réunis durant 2 mois, à la demande du Gouvernement, pour définir les grandes orientations de la France en matière d'intelligence artificielle. Dix thématiques majeures, définies en amont, ont été retravaillées par 10 groupes de travail. France Stratégie et le Conseil national du numérique (CNNum) ont piloté le groupe sur les impacts économiques et sociaux de l'intelligence artificielle qui a rendu son rapport le 21 mars 2017.
Le rapport Villani (2018), "donner un sens à l'intelligence artificielle", après plus de 300 auditions d'experts du monde entier, a conclu au besoin d'encadrer le développement de l'IA avec un État moteur des transformations dans quatre champs stratégiques : 
1. la santé,
2. l'environnement,
3. les transports et la mobilité,
4. la défense et la sécurité.

Pour cela, le rapport recommande notamment de développer la recherche en IA, dont en créant des instituts interdisciplinaires d'intelligence artificielle (3IA) répartis dans le pays, pour rivaliser avec les moyens "quasi-illimités" des grands acteurs privés (GAFAM...) et pour anticiper les impacts de l'IA sur le travail et l'emploi dans de nombreux champs d'activité.
Par ailleurs, « deux axes majeurs ont émergé des travaux confiés aux institutions nationales sur les stratégies de développement de l'IA (Conseil d'État, commissions parlementaires, CNIL...) » :
1. « la nécessité de développer la technologie IA par des politiques d'investissement fortes en direction des start-ups, des administrations, des territoires, afin d'être présents dans un domaine déjà très concurrentiel »[6] ;
2. « la nécessité de mettre en place des règles communes quant à l'usage de l'IA au plan national et européen et imposer des pratiques de l'IA respectueuses des valeurs de libertés individuelles et de protection des individus et des données personnelles »[6].

La SNIA a été présentée par le président de la République, en présence d'Anja Karliczek (ministre allemande de la Recherche), de Carlos Moedas (Commissaire européen à l'Innovation et aux Sciences), de Cédric Villani auteur du rapport sur l'IA et de Frédérique Vidal, ministre de l'Enseignement supérieur de la Recherche et de l'Innovation lors du colloque “AI for Humanity” (29 mars 2018) au Collège de France, en insistant sur la recherche, l'ouverture des données et les enjeux éthiques ou sociétaux. (Remarque : l'expression  “AI for Humanity” sera en février 2020 reprise par EDF, Thales et Total pour nommer leur premier laboratoire industriel conjoint de recherche en Intelligence Artificielle, installé dans le laboratoire EDF Lab à Saclay, et présenté comme devant développer une IA de confiance au service des systèmes critiques)
Les années 2020 ont, avec ChatGPT notamment, vu émerger l'intelligence artificielle générative, ce qui a justifié la création (installation par Elisabeth Borne le 19 septembre 2023 à Matignon) d'un Comité de l'intelligence artificielle générative, présidé par Philippe Aghion (économiste) et Anne Bouverot (présidente du C.A de l'ENS). réunissant des acteurs de différents secteurs pour éclairer le gouvernement sur le sujet.
En janvier 2023, un coordinateur national pour l'intelligence artificielle (dit COSNIA) a été nommé. Il s'agit de Guillaume Avrin, diplômé de CentraleSupélec et des Arts et Métiers, docteur en robotique et neurosciences et antérieurement responsable du secteur IA du Laboratoire national de métrologie et d'essais (LNE). Rattaché au Directeur général des Entreprises du ministère de l'économie, des finances, de la souveraineté industrielle et numérique, en lien avec le Secrétariat général pour l'investissement et en s'appuyant sur les administrations concernées et sur les centres et laboratoires de recherche dédiés à l'IA, il doit articuler et piloter la SNIA au niveau interministériel.

## Objectifs (à horizon 2025)
- Compétences et talents[2]
  - Former et financer au moins 2 000 étudiants en DUT, licence, licence pro, 1 500 étudiants en master, école d'ingénieurs et de commerce et 200 thèses supplémentaires par an en régime de croisière.
  - Placer au minimum un établissement d'excellence dans les meilleurs rangs internationaux de la recherche et la formation en IA.
  - Recruter 15 scientifiques étrangers d'envergure mondiale d'ici janvier 2024.
- IA embarquée, frugale et de confiance[2]
  - Capter de 10 à 15% des parts du marché mondial de l'IA embarquée à horizon 2025 et faire de la France un leader mondial dans le domaine.
  - Soutenir 10 projets d'IA de démonstrateurs ou de développement technologique d'IA frugale.
  - Livrer 3 à 4 plateformes de développement, test et expérimentation d'envergure européenne, dans les domaines de l'IA embarquée ou décentralisée et de l'IA de confiance.
- Diffusion de l'IA[2]
  - Renforcer le transfert de la recherche à l'innovation par le passage à l'échelle de plusieurs accélérateurs, avec pour objectif de tripler le nombre de start-ups créées d'ici fin 2023.
  - Accompagner 400 PME et ETI d'ici à 2025 dans l'adoption de solutions IA visant à accroître leur compétitivité.
  - Développer les plateformes souveraines libres et leurs écosystèmes en data science, apprentissage machine et robotique.

## Phasage

### Phase I (2018-2022)
Dotée de près de 1,5 milliard d'euros, la SNIA vise à renforcer les capacités de recherche en intelligence artificielle du pays, via notamment la création et le développement d'un réseau d'instituts interdisciplinaires d'intelligence artificielle, le soutien à des chaires d'excellence en intelligence artificielle, le financement de programmes doctoraux et l'investissement dans les capacités de calcul de la recherche publique.
Au sein de la stratégie, la Recherche a bénéficié d'un plan spécifique (le PNRIA, programme national de recherche en intelligence artificielle), coordonné par l'Inria financé à hauteur de 45 % du budget de la SNIA et qui comprend les priorités suivantes (en 2024) :
- Promouvoir des programmes d'attractivité et de soutien aux talents
- Développer la formation en IA (initiale et continue, et de tous niveaux, jusqu'au doctorat)
- Développer des infrastructures numériques de pointe
- Soutenir la recherche en IA, via des appels à projets (gérés par l'ANR)
- Renforcer et encourager les stratégies conjointes de collaboration aux niveaux européen et international
- Stimuler les partenariats public-privé et accroître l'impact de la recherche en IA

Un « programme Confiance.ai » réunit de grands acteurs académiques et industriels (français) des domaines critiques de l'énergie, la défense, des transports (autonomes notamment), de l'industrie 4.0. Pour créer une plateforme sûre, fiable et sécurisée d'outils logiciels, qui soit à la fois souveraine, ouverte, interopérable et pérenne dans les secteurs des produits et services critiques les plus concernés, ils y mutualisent leurs savoir-faire scientifiques et technologiques ; il s'agit aussi de contribuer au cadre « technique » de la future proposition de règlementation européenne sur l'intelligence artificielle.

### Phase II (2021-2025)
La seconde phase vise à :
- augmenter le nombre de personnes formées dans ce domaine (en en formant plus et en attirant des talents), et à accélérer le potentiel de recherche et développement, au service de l'économie et du développement, de la compétitivité ou de la productivité dans tous les secteurs de l'économie (quatrième révolution industrielle) et des services publics.  Il s'agit aussi de diffuser l'intelligence artificielle dans l'économie et la société via des startups, le partenariat public-privé et un meilleur partage des données ;
- produire un cadre éthique approprié aux spécificités de cette technologie, en trouvant un équilibre entre innovation et protection des droits fondamentaux.

En 2023, 
- un appel « IA-cluster » ambitionne de transformer 5 à 10 universités et écoles en leaders européens et mondiaux en IA pour, en lien avec l’Agence nationale de la recherche (ANR) et avec les pôles d’excellence existants (instituts 3IA...), accélérer l'usage de l'IA et attirer les meilleurs talents dans le monde. Sélectionnées par un jury international, elles bénéficieront d'un total de 500 millions d’euros. Les candidats devront présenter « une grande variété de formations, du technicien spécialisé dans l’entrainement et le déploiement d’un modèle d’IA à la chercheuse concevant la future IA générale, en passant par des profils d’IA appliquée (à la médecine, à l’histoire, à la finance, etc.) ». Objectifs : au moins 3 établissements français dans le Top 50 mondial des universités dans le champ de l’IA, ; doubler le nombre d'experts de haut niveau en IA (ingénieurs, docteurs...)[13] ;
- Un appel à projets (porté par Bpifrance et doté de 40 millions d’euros) vise à créer des « communs numériques » utiles pour l’IA générative (IAg), comme par exemple des bases de données ouvertes d’apprentissage et de test pour entraîner de nouveaux modèles ; des giga-modèles d’IA pré-entraînés et rendus accessibles à tous peuvent aussi être financés, de même que « l’adaptation de tels modèles à ces cas d’usages spécifiques à un corps de métier ou un pan de l’économie. Une telle démarche anticipe les transformations que les IA génératives pourraient entraîner dans le monde du travail (métiers du droit, de la création, etc.). »[13] ;
- un dispositif IA Booster France 2030 (porté par Bpifrance, doté de 25 M€ dans le cadre de France 2030) est créé pour aider les PME et ETI françaises à utiliser l'IA, via notamment des modules de formation et de conseils individuels[13] ;
- Le président de la République a annoncé en 2023 « le lancement prochain d'un défi d'ampleur internationale destiné à faire émerger et comparer entre elles, dans une réelle émulation et dans des conditions contrôlées (performances comparées selon des mesures standardisées) les meilleures équipes mondiales sur l'IA, dont plusieurs équipes françaises. Ce défi qui s'étendra sur plusieurs mois soumettra les différents modèles développés à des tâches variées (résolution de problèmes, production de contenu, etc.) et de difficulté croissante, pour accompagner l'émergence d'intelligences artificielles d'usage général » (IAG)[13].

## Évaluation
La Cour des comptes a produit un premier rapport d'évaluation (in itinere) des volets « Recherche » et « Enseignement supérieur » de la SNIA (les deux postes majeurs en termes de financement). Selon ce bilan, bien que les mesures prévues aient été pour la plupart mises en oeuvre (avec in fine 554,6 M€ engagés sur la période 2018-2022 pour le volet Recherche), « l'efficacité de la stratégie n'est pas avérée. Sur la période analysée, en nombre de publications en IA et sur un total de 47 pays comparés, la France conserve difficilement une place au 10e rang à l'échelle mondiale, et se maintient au 2e rang au niveau européen. La Cour des comptes recommande donc que les financements mobilisés soient davantage suivis (...). Enfin, dans une perspective d'attractivité des talents, certains outils de financement gagneraient à être pérennisés (...) Si la stratégie nationale de recherche n'a pas encore permis de renforcer la position de la France au niveau mondial, le premier volet a permis d'éviter un décrochage scientifique depuis 2018 ».
Selon la Cour, « l'évaluation montre que la SNRIA a permis une structuration des acteurs de la recherche en IA, alors que l'IA n'était pas identifiée comme discipline en tant que telle, même si elle doit encore gagner en maturité. « sur le volet recherche, les priorités sont recentrées dans cette seconde phase sur l'attractivité des talents et la prise en compte d'enjeux sociétaux, tels que la confiance dans l'IA et la frugalité dans son utilisation » (« La confiance – le fait qu'une IA se caractérise par son interprétabilité, son explicabilité, sa transparence et une identité « responsable – et la frugalité – le fait qu'elle soit durable et respectueuse de l'environnement – sont ainsi deux des quatre axes structurants du programme et équipement prioritaire de recherche (PEPR) de 73 M€ adossé à la stratégie d'accélération ») ».
La Cour recommande (en 2023) de :
- renforcer les synergies entre centres d'excellence : ceux-ci devraient mieux réciproquement valoriser leurs travaux respectifs, pour améliorer leur visibilité (y compris internationale), et améliorer l'image de de la France pour attirer des talents étrangers[1] ;
- clarifier les missions des centres d'excellence 3IA et hors 3IA : ceci impliquerait notamment de revoir « la temporalité des financements alloués aux instituts labellisés (actuellement de 4 ans), qui repose sur une logique de trop court terme pour permettre des effets de leviers »[1] ;
- pérenniser les financements pour la formation de jeunes talents. Ceci est nécessaire pour entretenir la dynamique de mise en visibilité de ces formations [1] ;
- Adapter la gouvernance et le pilotage de la stratégie. selon la Cour (2023), ceci « devient urgent » et pourrait être « l'occasion de construire une vision commune et globale de l'action publique en IA, alors que les mesures décidées en ce domaine restent dispersées au sein de plusieurs politiques publiques »[1].
- renforcer le volet formation. Selon la Cour, la phase I de la SNIA « n'a pas encore permis de renforcer la position de la France au niveau mondial » mais « a permis d'éviter un décrochage scientifique depuis 2018. Le second volet est à présent déterminant (...)Cette « stratégie d'accélération en IA » est recentrée sur l'objectif de formation des talents - priorité jusqu'ici peu prise en compte. Les financements totaux consacrés à cette priorité s'élèvent à 776 M€. Cependant, le nombre actuellement limité de formateurs publics de haut niveau pourrait contrarier les ambitions affichées ». 
La cour suggère donc d'intégrer davantage la SNIA dans l'approche européenne via des programmes de soutien comme « Horizon Europe » et « pour une Europe numérique »[1].

## Financements
Depuis 2018, près de 700 millions d'euros ont déjà été investis sur 1,5 milliard d'euros prévu pour la période 2018-2022.

#### Notions générales
- Agent intelligent
- Agent logiciel
- Agent virtuel
- Algorithme
- Algorithme génétique
- Alignement des intelligences artificielles
- Applications de l'intelligence artificielle
- Automation
- Bio-informatique
- Cerveau artificiel
- Cyborg
- Déclaration de Montréal pour un développement responsable de l'intelligence artificielle
- Effet IA
- Éthique de l'intelligence artificielle
- Explosion d'intelligence
- Histoire de l'intelligence artificielle
- Intelligence artificielle générale
- Interactions homme-machine
- Philosophie de l'intelligence artificielle
- Principaux projets et réalisations en intelligence artificielle
- Progrès
- Progrès technique
- Réseau de neurones artificiels
- Singularité technologique
- Singularitarisme
- Système expert
- Téléchargement de l'esprit
- Test de Turing
- Vie artificielle

#### Notions techniques
- Agent conversationnel
- Apprentissage automatique
- Apprentissage par renforcement
- Apprentissage profond (Deep learning)
- Architecture cognitive
- Diagnostic
- Exploration de données
- Forêt d'arbres décisionnels
- Inférence bayésienne
- Intelligence artificielle amicale
- Intelligence artificielle distribuée
- Intelligence artificielle faible
- Logique floue
- Machine à vecteurs de support
- Métaheuristiques
- Planification
- Problème de satisfaction de contraintes
- Programmation génétique
- Programmation par contraintes
- Raisonnement par cas
- Réseaux de neurones
- Système multi-agents
- Théorème de Cox-Jaynes